# 朱孟焯
寿昌安僖王朱孟焯（1383年—1440年），明朝第一代寿昌王，楚昭王朱楨的嫡四子，母為楚王正妃王氏。他在建文元年获封，正统五年去世，年58，九年後庶次子朱季㘧即位。

## 家庭

### 祖父
明太祖朱元璋

### 父
楚昭王朱楨

### 母
楚王正妃王氏

### 兄弟
- 庶長兄：巴陵悼簡王朱孟熜
- 庶二兄：永安懿簡王朱孟炯
- 嫡三兄：楚莊王朱孟烷
- 庶五弟：崇陽靖簡王朱孟煒
- 庶六弟：通山靖恭王朱孟爚
- 庶七弟：通城莊靖王朱孟燦
- 庶八弟：景陵順靖王朱孟炤
- 庶九弟：岳陽悼惠王朱孟爟
- 庶十弟：江夏康靖王朱孟炬

### 妻妾
- 王妃沐氏，永乐十九年（1421年）薨
- 冷氏，生朱季㘧

### 子女
- 庶次子：寿昌靖和王朱季㘧
- 長女：安仁縣主，許配湖廣故都指揮僉事張銘之子張信

朱孟焯去世時有在世子女四人。
| 前任者： 无 | 明壽昌國國王 1399年－1440年 | 繼任： 子靖和王朱季㘧 |